# Aziz Asli
Aziz Asli (in persiano عزیز اصلی‎; Tabriz, 9 aprile 1938 – Düsseldorf, 23 aprile 2015) è stato un calciatore iraniano, di ruolo portiere.

## Carriera

### Club
Ha giocato per quasi 20 anni nel campionato iraniano, vincendolo una volta.

### Nazionale
Con la maglia della nazionale ha vinto la Coppa d'Asia 1968.

## Palmarès

### Club

#### Competizioni nazionali
- Campionato iraniano: 1

Persepolis: 1971-1972

### Nazionale
- Coppa d'Asia: 1

1968